# Propaganda Games
Propaganda Games était un studio de développement de jeux vidéo fondé en avril 2005 à Vancouver, Canada par la société Buena Vista Games et fermé le 19 janvier 2011. Il a fait partie du Disney Interactive Studios et comprenait des anciens employés d'EA Canada dont Josh Holmes, Howard Donaldson, Jorge Freitas et Daryl Anselmo.
Le 19 avril 2005, Buena Vista Games, filiale de la Walt Disney Company, annonce à la fois l'achat du studio Avalanche Software basé à Salt Lake City et la création d'un studio à Vancouver, Propaganda Games.
Le studio détenait depuis 2008 la licence de Turok et a développé Turok (2008).
Le 14 octobre 2010, Disney Interactive Studios confirme l'annulation du jeu Pirates of the Caribbean: Armada of the Damned prévu pour 2011 et développé par Propaganda Games.
Le 19 janvier 2011, Disney confirme la fermeture du studio et le départ des 70 employés.

## Jeux vidéo
- Turok (2008)
- Tron: Evolution (2010)
- Pirates of the Caribbean: Armada of the Damned (prévu pour 2011, annulé en 2010)